# Gesù tra i dottori (Ingres)
Gesù tra i dottori (Jésus parmi les docteurs) è un dipinto a olio su tela iniziato nel 1845 e completato nel 1862 da Jean-Auguste-Dominique Ingres. Quest'opera si conserva nel museo Ingres Bourdelle di Montauban.

## Storia

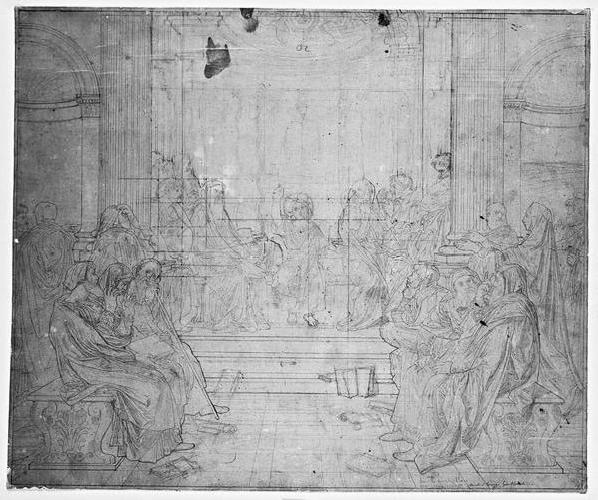
Uno studio per la composizione.

L'opera fu commissionata dal re Luigi Filippo e la regina Maria Amalia di Borbone-Due Sicilie per la cappella del castello di Bizy (nell'Eure) come omaggio al loro figlio, il duca Ferdinando Filippo d'Orléans, morto nel 1842.
Su richiesta della regina, Jean-Auguste-Dominique Ingres illustrò questo episodio tratto dal vangelo di Luca, secondo il quale, durante un pellegrinaggio annuale per la Pasqua ebraica, un Gesù dodicenne rimase a Gerusalemme e fu ritrovato dai genitori all'interno del Tempio della città, mentre parlava di argomenti teologici con i dottori. Il pittore si rifece alla Scuola di Atene di Raffaello Sanzio (un artista stimato e preso come modello da Ingres per tutta la sua vita).
I lavori iniziarono nel 1845. A causa della rivoluzione del 1848, quando cadde la monarchia di Luigi Filippo, il quadro non venne mai consegnato al sovrano. L'artista lo completò dopo quasi vent'anni nel 1862 per conto suo, pochi anni prima di morire. In seguito, assieme ad alcuni studi preparatori a olio e tanti disegni, finì nel museo dedicato al pittore nella sua città natale.

## Descrizione
La composizione è ambientata all'interno del Tempio di Gerusalemme, che ha l'aspetto di una chiesa. Nell'abside si trovano due tavole con delle scritte in ebraico: su di una è iscritto il nome di Iahvè, mentre l'altra riporta una frase del libro dell'Esodo ("Io sono il Signore, il tuo Dio, che ti ho fatto uscire dal paese d'Egitto"). La scena sembra incorniciata da due colonne tortili con delle decorazioni agresti al centro, che raffigurano dei putti in mezzo alla vegetazione, e delle linee ondulate sopra e sotto. Sopra il toro della colonna si trova una decorazione floreale. È interessante notare come queste colonne richiamino quelle di un dipinto a tempera su carta di Raffaello ambientato proprio nel Tempio di Gerusalemme, anche se l'episodio in questione è la "guarigione dello storpio".

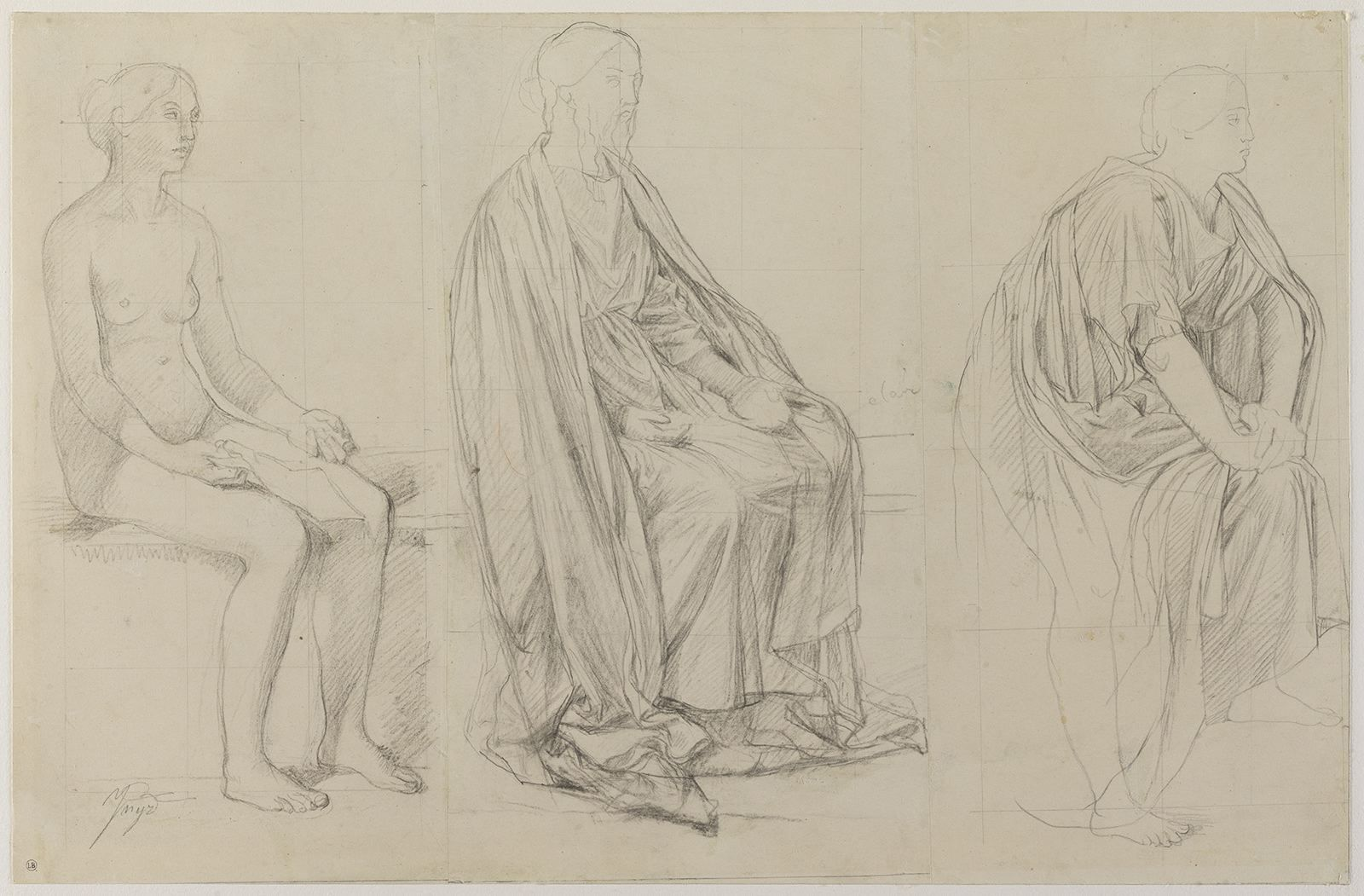
Uno studio che rivela l'utilizzo di una modella per la figura di un dottore.

Al centro esatto della composizione, dove si trova il punto di fuga, si trova Gesù, che è raffigurato nell'atto di conversare con i vecchi dottori del Tempio, i quali lo ascoltano interessati. A destra irrompono nella composizione i genitori del Cristo dodicenne, Maria e Giuseppe, riconoscibili per le aureole. La Madonna allunga le braccia verso suo figlio, dopo averlo cercato per tre giorni. I personaggi presentano una certa fissità "ieratica" nelle espressioni dei volti e nei panneggi. Lo sfondo, che con le due tavole nell'abside simboleggia l'antico Testamento, e la parte sinistra del quadro sono nell'ombra, mentre i personaggi del lato destro sono illuminati, in particolare Maria, secondo la critica d'arte Suzanne Schneider. L'opera fu lodata anche dal critico Théophile Gautier.
Curiosamente, alcuni disegni preparatori, come uno conservato al museo Bonnat di Bayonne, rivelano che per alcune delle figure dei dottori Ingres fece ricorso a delle donne che posavano come modelle. Come in molte altre sue opere, egli partì dallo studio del nudo e studiando dapprima l'anatomia dei soggetti, per poi proseguire con la costruzione degli indumenti intorno al corpo.

## Galleria d'immagini

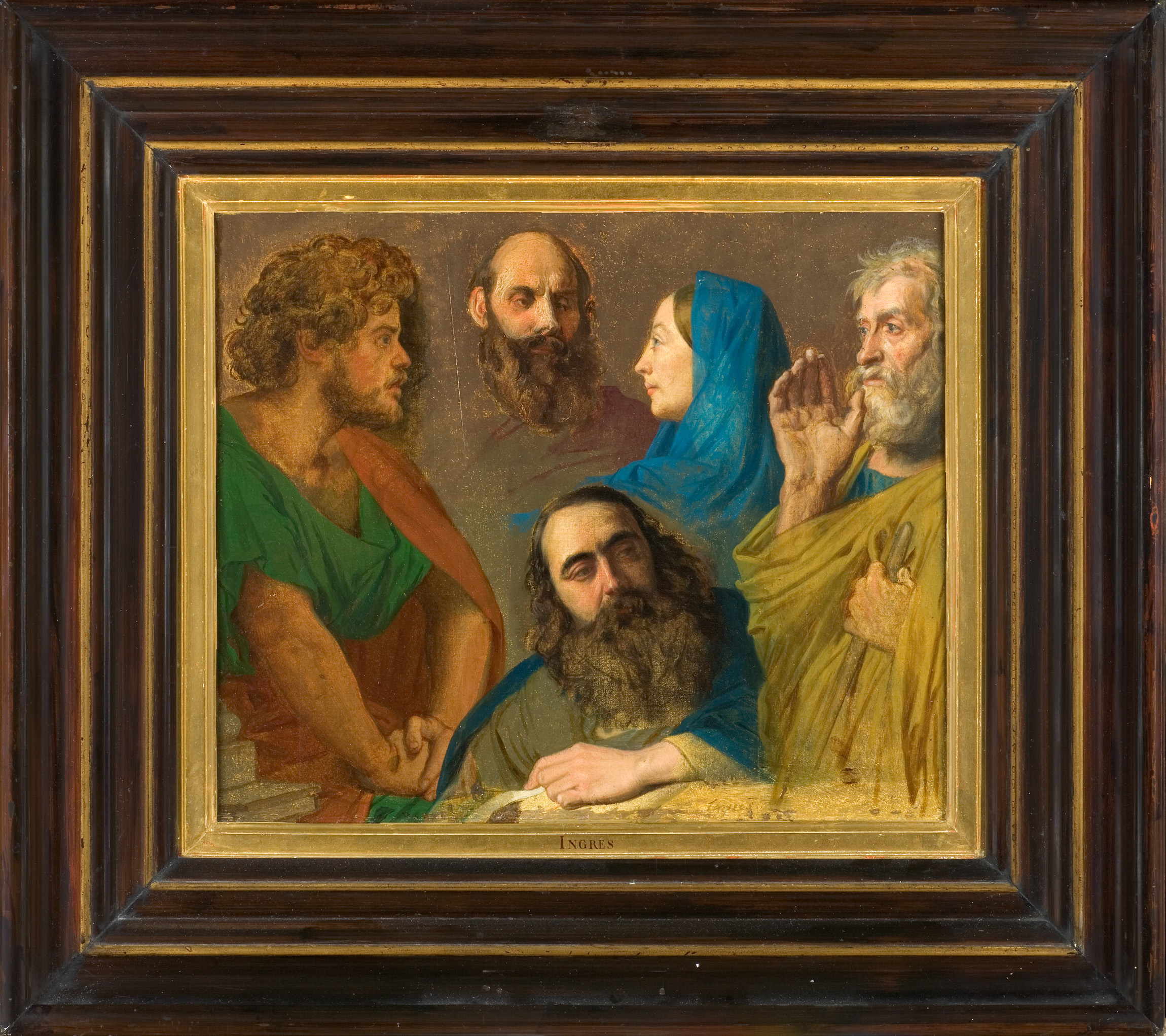
Uno studio per i volti di alcuni personaggi.
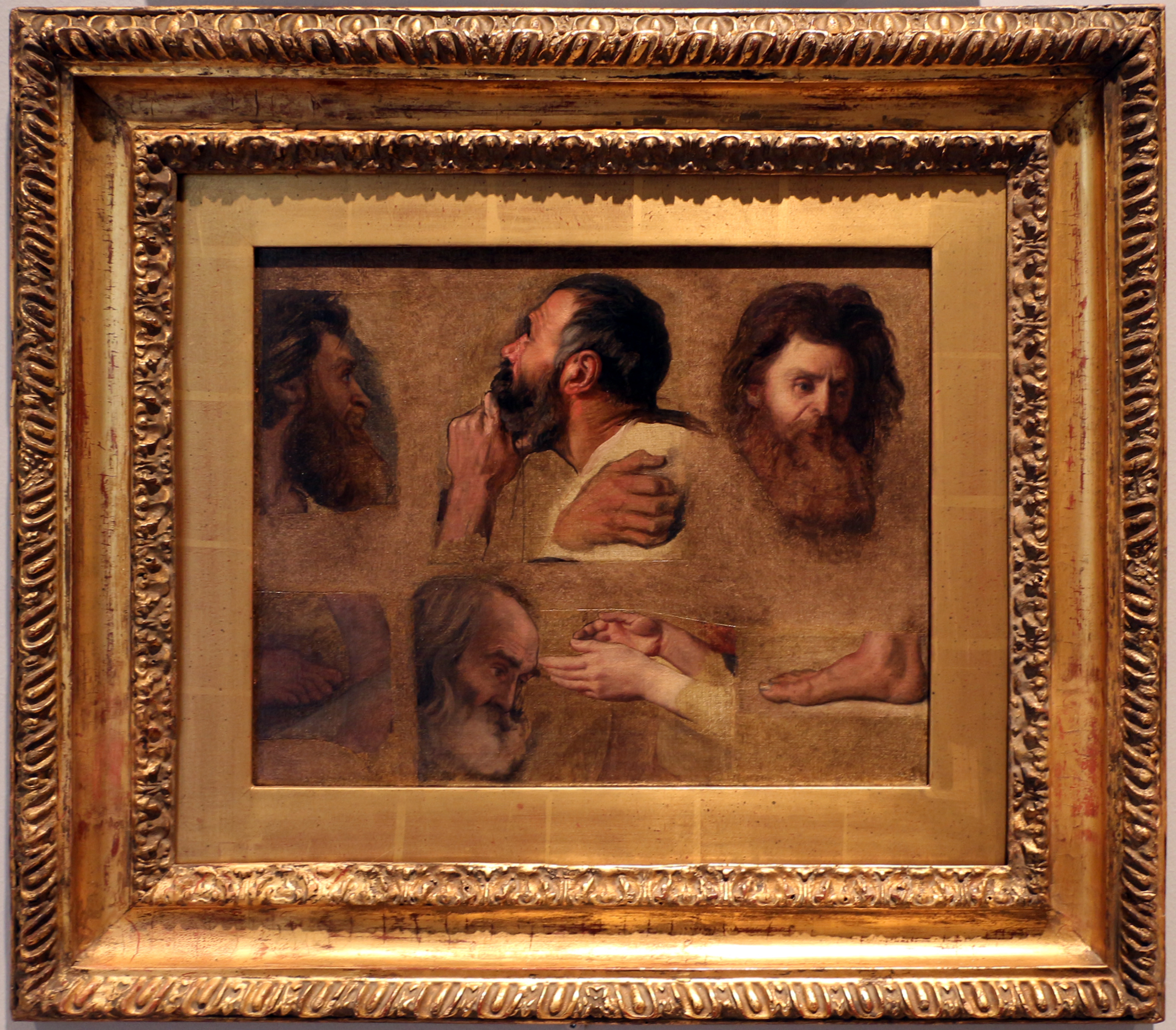
Uno studio per dei dettagli di alcuni personaggi.
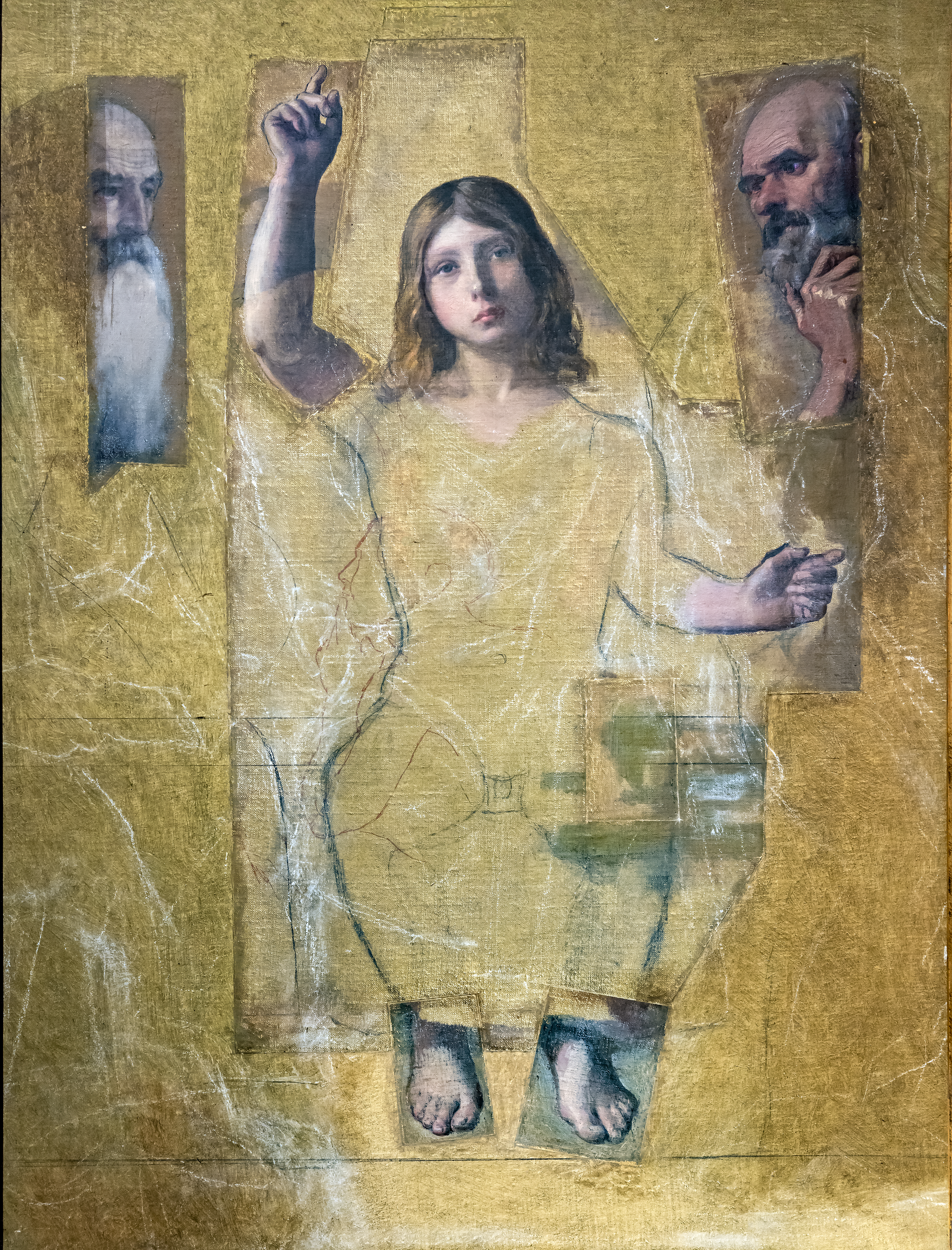
Uno studio per Gesù e i volti di due dottori.